# Elena Tsineke
Elena Tsineke (ur. 11 lipca 1999 w Salonikach) – grecka koszykarka występująca na pozycji rozgrywającej, reprezentantka kraju.
14 czerwca 2023 została koszykarką AZS AJP Gorzów Wielkopolski. 13 maja 2024 przedłużyła kontrakt o kolejny sezon.

## Osiągnięcia
Stan na 16 marca 2024, na podstawie, o ile nie zaznaczono inaczej.

### Drużynowe
- Wicemistrzyni Polski (2024)[5]

### Reprezentacja
Seniorek
- Uczestniczka mistrzostw:
  - Europy (2021) – 16. miejsce, (2023) – 11. miejsce

Młodzieżowe
- Uczestniczka mistrzostw:
  - mistrzostw Europy U-18 (2017) – 16. miejsce